# Gemeenschapsregel

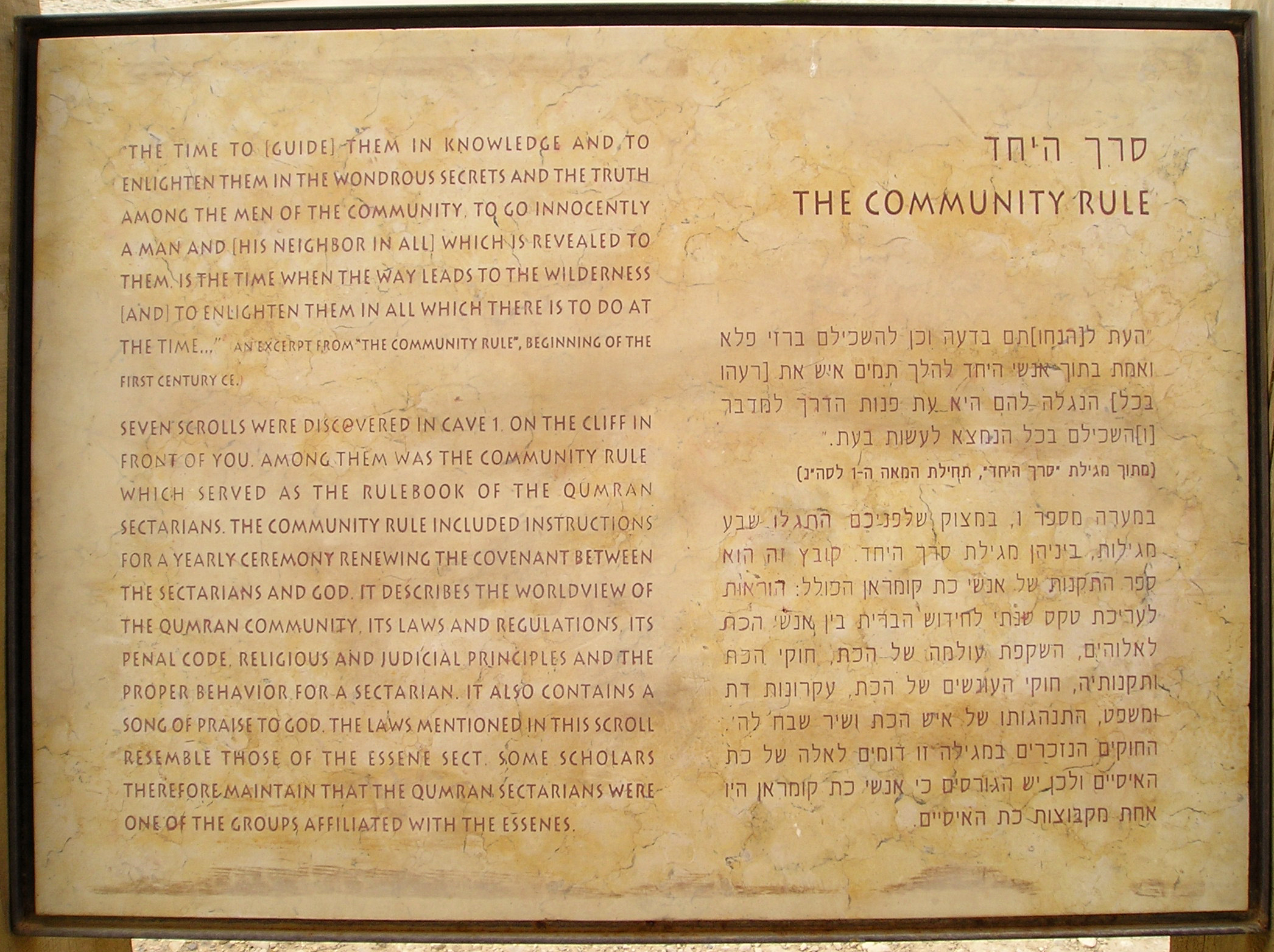
Toelichting met betrekking tot de gemeenschapsregel in het nationaal park Khirbet Qumran, bij de Dode Zee

De Gemeenschapsregel of Regel der gemeenschap (Hebreeuws:סרך היחד Serek haYachad) is een geschrift dat behoort tot de Dode-Zeerollen. Het is geschreven in het Hebreeuws. Het geschrift wordt meestal beschouwd als regel voor de gemeenschap van Qumran, hoewel het literaire karakter en de functie van de tekst in de moderne tijd steeds meer ter discussie staat.

## Handschriften
Het belangrijkste handschrift van de Gemeenschapsregel is 1QS (1Q geeft aan dat het handschrift in grot 1 bij Qumran is gevonden; de S is een afkorting van Serek haYachad). Deze rol is goed bewaard gebleven. Slechts aan het begin van het werk en aan de onderrand is sprake van beschadiging, waardoor enkele woorden ontbreken. 1QS bevat elf kolommen met tekst. 1QS is het meest complete handschrift dat bekend is van de Gemeenschapsregel, vandaar dat dit handschrift de basis vormt van het wetenschappelijk onderzoek naar de Gemeenschapsregel. Andere handschriften van de Gemeenschapsregel, die in grot 4 zijn aangetroffen (zie hieronder), geven een oudere tekstversie weer. De tekst in 1QS weerspiegelt vermoedelijk dan ook het eindstadium van een langer redactieproces in de totstandkoming van de Gemeenschapsregel.
Op paleografische gronden wordt het handschrift gedateerd in het eerste kwart van de eerste eeuw v. Chr. De orthografie vertoont de typische plene-schrijfwijze, die in Qumran werd gebruikt, waarbij vooral in korte woorden gebruik wordt gemaakt van matres lectionis: het Bijbels-Hebreeuwse לא 'nee, niet' wordt meestal geschreven als לוא, het woord כי 'want, omdat' wordt meestal geschreven als כיא. Het suffix voor de tweede persoon mannelijk enkelvoud heeft vaak de vorm כה-, in plaats van ך-, dat in het Bijbels Hebreeuws gangbaar is.
De Hebreeuwse titel van het werk, סרך היחד, die ook in de eerste regel van de tekst zelf vermeld wordt, is op de buitenkant van de boekrol geschreven. 'Gemeenschapsregel' of 'Regel der Gemeenschap' vormt een letterlijke vertaling van de Hebreeuwse titel. In de rol 1QS zijn nog andere werken opgenomen, namelijk de Regel van de Gemeente (1QSa) en de Regel van de Zegenspreuken (1QSb). Deze werken worden vaak beschouwd als aanhangsel bij de Gemeenschapsregel.
In grot 4 zijn nog fragmenten van de Gemeenschapsregel gevonden van in totaal tien verschillende handschriften, die de aanduidingen 4Q255 t/m 4Q264 hebben meegekregen (maar ook wel met de letters a t/m j worden aangeduid). Verder zijn in grot 5 nog twee fragmenten aangetroffen, afkomstig van hetzelfde handschrift (5Q11). De handschriften uit grot 4 wijken voor een deel sterk af van 1QS en representeren een oudere tekstvorm van de Gemeenschapsregel.

## Inhoud
In de Gemeenschapsregel komen de volgende onderwerpen ter sprake (ingedeeld volgens de kolom- en regelnummers van 1QS):
- I 1-15 Inleiding
- I 16 - III 12 regels met betrekking tot de jaarlijkse toetreding tot het verbond, in een feest van verbondsvernieuwing
- III 13 - IV 26 een traktaat over de twee geesten (dualisme van de geest van waarheid en licht en de geest van ongerechtigheid en duisternis)
- V 1 - IX 25 (gedrags)regels voor de orde in de gemeenschap, met een uitgebreide strafcodex
- IX 26 - XI 22 Aanwijzingen voor het gebed en slotpsalm.

## Verhouding tot andere teksten uit Qumran
De Gemeenschapsregel is nauw verwant met het Verbond van Damascus. Het slot van het Verbond van Damascus, dat slechts fragmentarisch bewaard gebleven is, heeft grotendeels dezelfde tekst als de gemeenschapsregel. Ook de opbouw en gebruikte terminologie in beide werken vertoont overeenkomsten. Toch zijn er ook verschillen, met name in de woordkeus. Zo wordt de gemeenschap in het Damascusgeschrift (evenals in 1QSa, de Regel van de Gemeente) consequent aangeduid als עדה edah, tegen יחד Jachad in de Gemeenschapsregel. Wanneer beide geschriften binnen dezelfde gemeenschap ontstaan zijn, dan kunnen de verschillen verklaard worden vanuit verschuivende opvattingen binnen de gemeenschap.

## Messiasverwachting
In het onderzoek naar de messiasverwachtingen van de Qumrangemeenschap heeft 1QS IX 10-11 een belangrijke rol gespeeld. De tekst luidt: '... totdat de profeet komt en de gezalfden van Aäron en van Israël'. Uit de passage wordt duidelijk dat de Qumrangemeenschap (minstens) twee messiasfiguren verwachtte, waarvan de ene ('de messias van Aäron') wordt gekenmerkt als hogepriester en de ander ('de messias van Israël') als een politiek leider. Deze verwachting komt ook op enkele andere plaatsen in de Dode-Zeerollen naar voren.
De verwachting van twee messiasfiguren weerspiegelt de politieke opvattingen van de Qumrangemeenschap, die zich (blijkens passages uit het Pesher van Habakuk) kritisch opstelde tegenover de Hasmonese heersers, die tegelijkertijd het koningschap en het hogepriesterschap bezaten. De Qumrangemeenschap achtte dit in strijd met de Thora, die zou aangeven dat de koning uit de stam Juda en de hogepriester uit de stam Levi afkomstig moest zijn.

## Tekstuitgaven en vertalingen
- Philip Alexander; Géza Vermes, Qumran Cave 4.XIX: 4Q Serekh Ha-Yahad and Two Related Texts. In: Discoveries in the Judaean Desert 26. Oxford, 1998.
- James H. Charlesworth (ed.), The Dead Sea Scrolls: Hebrew, Aramaic and Greek Texts with English Translations I: Rule of the Community and Related Documents. Tübingen, 1994.
- Eduard Lohse (ed.), Die Texte aus Qumran. Hebräisch und Deutsch mit masoretischer Punktation, Übersetzung, Einführung und Anmerkungen. Darmstadt, 21971, 1-43.283-285. ISBN 3-466-20067-9
- Preben Wernberg-Møller, The Manual of Discipline. Translated and Annotated with an Introduction. Studies on the Texts of the Desert of Judah 1. Leiden, 1957.